# Niflhel
Il Niflhel (letteralmente inferno delle nebbie) è nella cosmologia norrena il luogo posto nei più profondi abissi del mondo, sotto le radici del frassino Yggdrasill. È spesso confuso con il Niflheimr e con l'Hel.

## Nel Gylfaginning
Così ne parla Snorri Sturluson nel Gylfaginning, la prima parte dell'edda in prosa:
(Snorri Sturluson, Edda in prosa - Gylfaginning III)

## Nel Vafþrúðnismál
Se ne parla anche nel Vafþrúðnismál:
Frá jötna rúnom

ok allra goða

ek kann segja satt,

þvíat hvern hefi ek heim um komit;

nío kom ek heima

fyr Níflhel neðan,

hinig deyja ór heljo halir.»
Delle rune dei giganti

e di tutti gli dèi,

posso dire il vero,

poiché in ogni mondo son giunto:

giunsi nei nove mondi

fino al Niflhel in basso,

presso Hel, dove vanno i morti.»
(Edda poetica - Il discorso di Vafþrúðnir XLII)